# Лёвен, Эдуард
Эдуард Лёвен (нем. Eduard Löwen; род. 28 января 1997, Идар-Оберштайн, Рейнланд-Пфальц) — немецкий и российский футболист, полузащитник клуба «Сент-Луис Сити».

## Биография
Родился 28 января 1997 года в немецком городе Идар-Оберштайн. Его родители Ирина и Андрей переехали в Германию из Сибири в 1995 году. По словам агента Николая Гидо, Лёвен имеет немецкое и российское гражданство.

### Клубная карьера
Начинал заниматься футболом в школе «Хоттенбах». В 2008 году перешёл в академию «Кайзерслаутерна», где занимался до 2015 года. Сезон 2015/16 провёл с клубом «Саарбрюккен», где выступал за юношескую команду, а также привлекался на матчи основной команды в Региональной лиге, но на поле не выходил. Летом 2016 года подписал контракт с клубом «Нюрнберг», но поначалу играл только за фарм-клуб «Нюрнберга» в Региональной лиге. 12 марта 2017 года дебютировал за основную команду, выйдя в стартовом составе на матч 24 тура Второй Бундеслиги против «Арминии» (1:0), в котором был заменён на 74-й минуте. В январе 2018 года в российских СМИ стал активно обсуждаться возможный трансфер игрока в московский «Спартак» и дальнейшая смена «футбольного гражданства» на российское, но переход не состоялся. По итогам сезона 2017/18 «Нюрнберг» занял второе место в лиге и перешёл в Бундеслигу.
Летом 2019 года был оформлен трансфер Эдуарда Лёвена в берлинскую «Герту». В январе 2020 года Лёвен на правах аренды присоединился к другому клубу Бундеслиги — «Аугсбургу». Летом 2021 года отправился в аренду в «Бохум» на полный сезон.
24 июня 2022 года Лёвен стал игроком новообразованного клуба МЛС «Сент-Луис Сити», подписав контракт по правилу назначенного игрока до конца сезона 2026 с опцией продления на сезон 2027. Сумма трансфера составила около 1 млн евро. Вторую половину 2022 года он провёл в «Сент-Луис Сити 2», фарм-клубе «Сент-Луис Сити» в лиге резервистов MLS Next Pro. 25 февраля 2023 года в матче стартового тура сезона против «Остина», ставшем для «Сент-Луис Сити» дебютом в MLS, отметился голевой передачей. 4 марта в матче против «Шарлотта» забил свой первый гол за «Сент-Луис Сити», реализовав пенальти.

### Карьера в сборной
С 2017 по 2019 год выступал за молодёжную сборную Германии.
В составе олимпийской сборной Германии принял участие в футбольном турнире Олимпийских игр 2020.